# Pronoides ampliabdominis
Pronoides ampliabdominis là một loài nhện trong họ Araneidae.
Loài này thuộc chi Pronoides. Pronoides ampliabdominis được miêu tả năm 2006 bởi Da-xiang Song, Zhang & Zhu.